# Кечёвское
Кечевское — упразднённое муниципальное образование со статусом сельского поселения в Малопургинском районе Удмуртии Российской Федерации.
Административный центр — село Кечево.
25 июня 2021 года упразднено в связи с преобразованием муниципального района в муниципальный округ.

## Название
Название административного центра сельского поселения — Кечево, происходит от удм. Луд кеч — заяц, либо удм. Кеч — коза.

## География
Расположено в западной части района.

## История

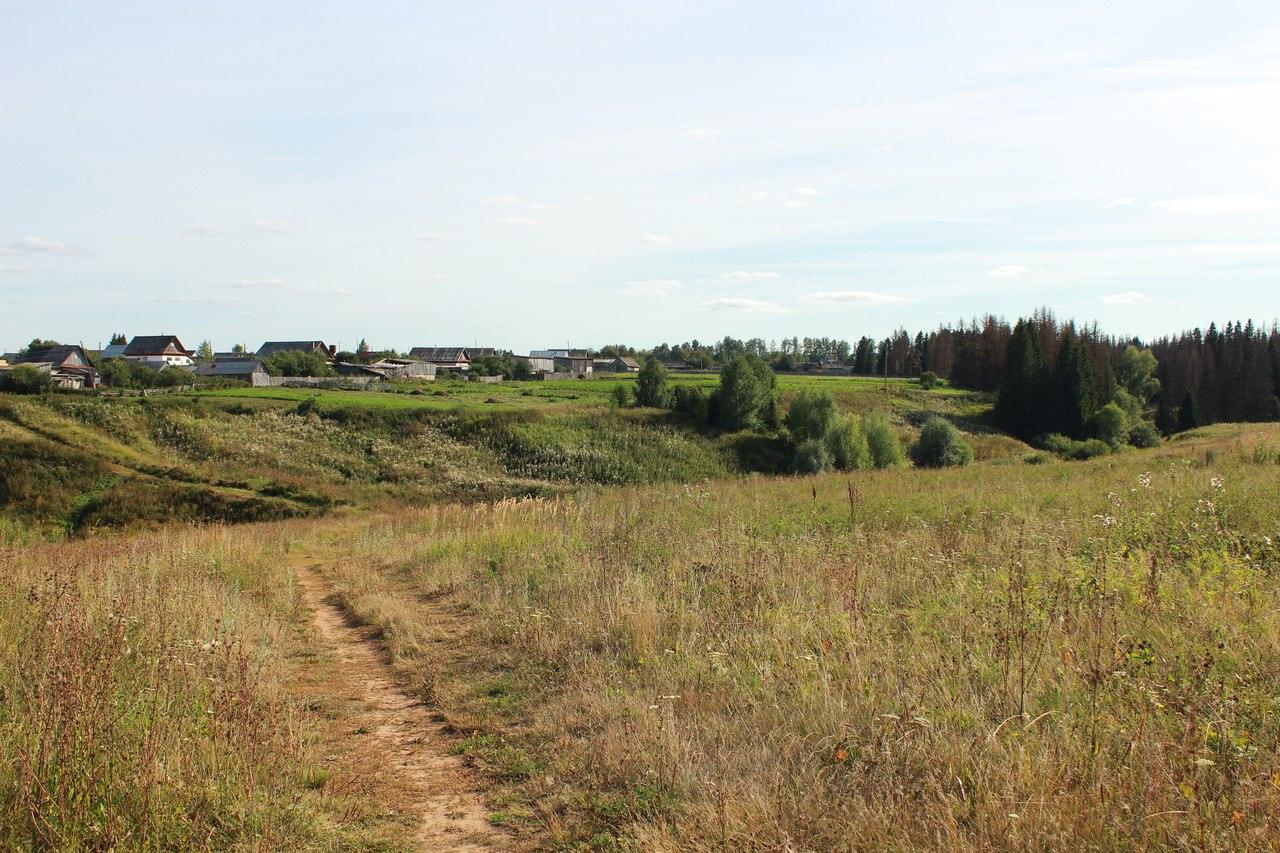
Кечево — административный центр муниципального объединения

Среднекечевсий сельский совет был создан на основании постановления Облплана от 24 марта и декрета ВЦИК от 28 июля 1924 года. Его центром стала деревня Среднее Кечево, в состав вошли деревни Валион, Верхнее Кечево, Нижнее Кечево, Турово, станция Кичево и починок Юспиан. В составе других сельских Советов он вошел в укрупнённую Бурановскую волость. После её ликвидации, 15 июля 1929 года постановлением Президиума ВЦИК, Среднекечевский сельский совет вошел в состав Малопургинского района, образованного этим же постановлением. В дальнейшем состав его несколько раз менялся: одни населённые пункты были перечислены в его состав, другие, наоборот, отсоединены. В период коллективизации была создана Кечевская МТС.
Кечевский сельсовет был образован 1 февраля 1960 года указом Президиума Верховного Совета УАССР путём объединения Аксакшурского и Среднекечевского сельских советов. Его центром стал посёлок Центральный — населённый пункт, возникший на месте Кечевской МТС. С 1963 по 1965, во время упразднения Малопургинского района, сельсовет принадлежал Ижевскому сельскому району. В дальнейшем район был восстановлен и Кечевсий сельсовет снова вошел в его состав. В 1966 году посёлок Центральный, станция Кичево и посёлок Кечевского хлебоприемного пункта были объединены в посёлок Кечево.
В 1994 году в связи с досрочным прекращением полномочий сельских Советов народных депутатов в Удмуртии была создана администрация Кечевского сельского совета, в 2003 её переименовали в сельскую администрацию.
Статус и границы сельского поселения установлены Законом Удмуртской Республики от 14 июля 2005 года № 47-РЗ «Об установлении границ муниципальных образований и наделении соответствующим статусом муниципальных образований на территории Малопургинского района Удмуртской Республики».
16 октября 2005 был сформирован совет депутатов, состоявший из 10 человек. 29 ноября 2005 года совет принял устав муниципального образования.

## Население
| 2010  | 2012  | 2013  | 2014  | 2015  | 2016  | 2017  |
| ----- | ----- | ----- | ----- | ----- | ----- | ----- |
| 2308  | ↘2266 | ↘2245 | ↗2281 | ↘2264 | ↗2289 | ↗2309 |
| 2018  | 2019  | 2020  |       |       |       |       |
| ↗2314 | ↘2281 | ↘2250 |       |       |       |       |

## Состав сельского поселения
| № | Населённый пункт | Тип населённого пункта       | Население |
| - | ---------------- | ---------------------------- | --------- |
| 1 | Валион           | деревня                      | ↘200      |
| 2 | Верхнее Кечево   | деревня                      | ↘350      |
| 3 | Кечево           | село, административный центр | ↘608      |
| 4 | Нижнее Кечево    | деревня                      | ↗338      |
| 5 | Среднее Кечево   | деревня                      | ↘428      |
| 6 | Сундуково        | деревня                      | ↘342      |

## Инфраструктура

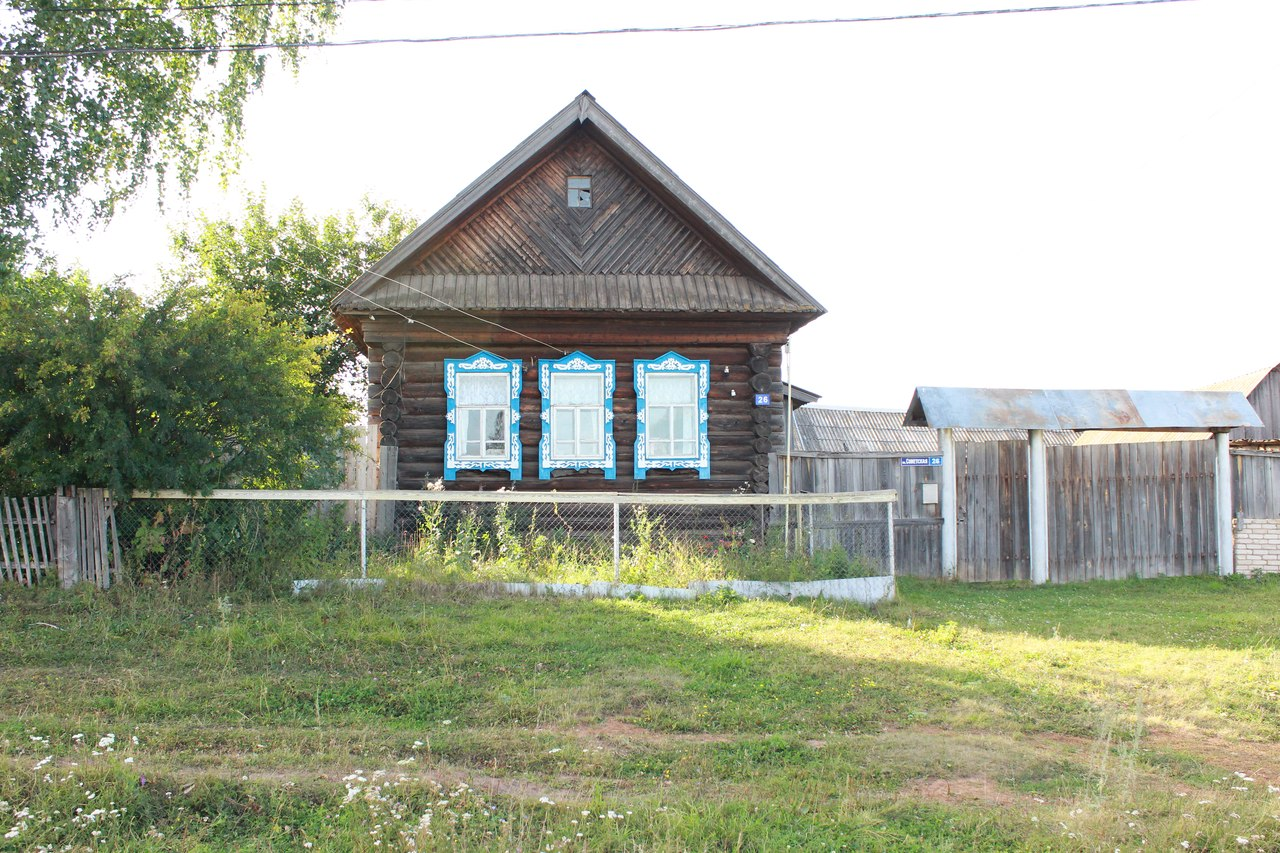
Деревянный дом в селе Кечево

Административным центром муниципального объединения является село Кечево. В его состав также вошли деревни Валион, Верхнее Кечево, Нижнее Кечево, Среднее Кечево и Сундуково. Общая численность дворов — 852. Система образования включает 2 детских сада, 2 начальные школы, 1 среднюю и коррекционную школу-интернат 8 вида. Медицинскую помощь оказывают 4 фельдшерско-акушерских пункта. В феврале 2014 года было открыто новое здание ФАПа в селе Кечево. В муниципальном объединении действует дом культуры и 2 библиотеки, постановлением администрации планируется создание краеведческого музея и написание книги соответствующей тематики. Работают несколько предприятий АПК, промышленности, строительства и прочих видов деятельности. На территории муниципального отделения находится станция Кичево железнодорожной линии Казань — Агрыз — Екатеринбург Ижевского региона Горьковской железной дороги и автостанция.